# サイモン・キーンリーサイド
サイモン・キーンリーサイド（Simon Keenlyside、1959年8月3日 - ）は、イギリスのバリトン歌手である。

## 概要
レイモンド・キーンリーサイドとアン・キーンリーサイドの息子。父レイモンドはエオリアン・クヮルテットの第2ヴァイオリン奏者で、祖父もまたプロフェッショナルのヴァイオリン奏者であった。「ほかの子供にとっては童謡であったところが、私の場合はハイドンやモーツァルト、シューベルトを子守歌にして寝ていた。」とキーンリーサイドは述べている。少年時代はケンブリッジ大学セント・ジョンズ・カレッジの合唱団においてジョージ・ゲストのもと聖歌隊員をしていた。2006年、ロイヤル・バレエ団のプリンシパル、ゼナイダ・ヤノウスキーと結婚している。

## 役
| 役名                   | 作品名                 | 作曲家           |
| ---------------------- | ---------------------- | ---------------- |
| ジョルジョ・ジェルモン | 椿姫                   | ヴェルディ       |
| ロドリーゴ             | ドン・カルロ           | ヴェルディ       |
| リゴレット             | リゴレット             | ヴェルディ       |
| マクベス               | マクベス               | ヴェルディ       |
| ドン・ジョヴァンニ     | ドン・ジョヴァンニ     | モーツァルト     |
| フィガロ               | フィガロの結婚         | モーツァルト     |
| アルマヴィーヴァ伯爵   | フィガロの結婚         | モーツァルト     |
| パパゲーノ             | 魔笛                   | モーツァルト     |
| グリエルモ             | コジ・ファン・トゥッテ | モーツァルト     |
| ヴァランタン           | ファウスト             | グノー           |
| モラレス               | カルメン               | ビゼー           |
| ハムレット             | ハムレット             | トマ             |
| レスコー               | マノン・レスコー       | プッチーニ       |
| マルチェッロ           | ラ・ボエーム           | プッチーニ       |
| ピン                   | トゥーランドット       | プッチーニ       |
| ベルコーレ             | 愛の妙薬               | ドニゼッティ     |
| シルヴィオ             | 道化師                 | レオンカヴァッロ |
| ペレアス               | ペレアスとメリザンド   | ドビュッシー     |
| ヴォツェック           | ヴォツェック           | アルバン・ベルク |
| オネーギン             | エフゲニー・オネーギン | チャイコフスキー |
| アルテュス王           | アルテュス王           | ショーソン       |